# 中和郡
中和郡（チュンファぐん）は朝鮮民主主義人民共和国の平壌近郊にある郡。かつては平壌直轄市に属していたが、2010年に黄海北道に編入されたと観測されている。面積は232.4km2、人口は推定13万4000人（1990年）

## 地理
平壌直轄市に属していた時期にはその南部に位置していた。東西26km、南北10kmと、東西に細長い郡域を持つ。
郡域の大部分は平壌準平原に属し、地勢は平坦である。郡東部には馬場山（마장산、340m）、無等山（무등산、240m）、青龍山（청룡산、195m）などがある。郡内には中央部に昆陽江（コニャンガン / 곤양강）、北東部に戊辰川（ムジンチョン / 무진천）が流れている。重要な農業施設としては、明月（ミョンウォル）貯水池と馬場（マジャン）貯水池がある。

## 歴史

### 前近代

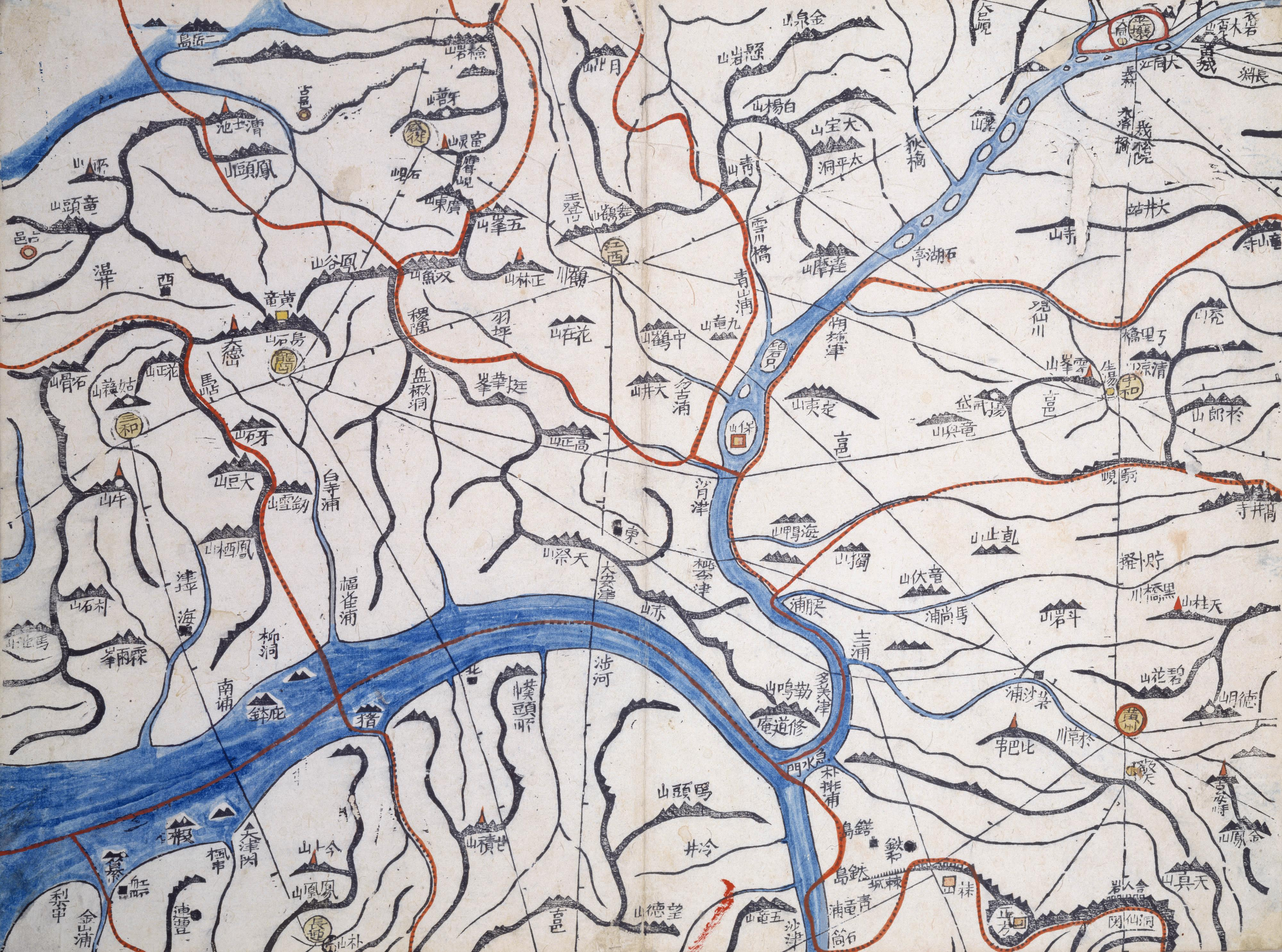
『大東輿地図』（1861年）

高句麗時代には「加火押」の名で呼ばれた。統一新羅では漢州に属し、憲徳王の時代に唐嶽県となった。
高麗では唐嶽県を唐嶽村と改めて西京に所属させたが、1136年の妙清の乱ののちに行政機構を再編し、「西京六県」のひとつとして中和県を設置した。1322年、中和郡に昇格した。
朝鮮王朝時代の1413年、中和郡は平安道に所属する。1592年、文禄の役における軍民の抗戦が功績とされ、都護府に昇格した。

### 近代
1895年、行政区画の再編（二十三府制）により、平壌府所属の中和郡となった。翌1896年に十三道制が導入されると、中和郡は平安南道に属した。
日本による韓国併合後の1914年に行政区画の大規模な統廃合が行われ、東に隣接する祥原郡が編入されるとともに、面も統廃合が進められた。1914年の中和郡は、以下の15ヶ面（左列が旧中和郡域、右列が旧祥原郡域）で構成された。
| - 中和面 - 중화면【中和面】 （チュンファ=ミョン） - 新興面 - 신흥면【新興面】 （シヌン=ミョン） - 楊井面 - 양정면【楊井面】 （ヤンジョン=ミョン） - 海鴨面 - 해압면【海鴨面】 （ヘアプ=ミョン） - 唐井面 - 당정면【唐井面】 （タンジョン=ミョン） - 東頭面 - 동두면【東頭面】 （トンドゥ=ミョン） - 看東面 - 간동면【看東面】 （カンドン=ミョン） - 古生陽面 - 고생양면【古生陽面】 （コセンヤン=ミョン） | - 祥原面 - 상원면【祥原面】 （サンウォン=ミョン） - 水山面 - 수산면【水山面】 （スサン=ミョン） - 天谷面 - 천곡면【天谷面】 （チョンゴク=ミョン） - 楓洞面 - 풍동면【楓洞面】 （プンドン=ミョン） - 下道面 - 하도면【下道面】 （ハド=ミョン） - 上道面 - 상도면【上道面】 （サンド=ミョン） - 培和面 - 배화면【培和面】 （ペファ=ミョン） |

1930年に面の再編が行われ、培和面は看東面に、上道面は楓洞面に、下道面は祥原面に編入され、古生陽面は中和面・東頭面に分割編入され、都合11ヶ面となった。

### 第二次世界大戦後
1947年、大同郡の青龍・栗里・龍淵・南串面を編入、また青龍面と楓洞面を江東郡に移管し、13面となった。
1952年12月、北朝鮮の地方行政区画再編により、東部の祥原・水山・天谷・看東面を祥原郡に、西部の唐井・新興・海鴨・楊井・南串面を江南郡として分離。残る中和・東頭・栗里・龍淵面を中心に中和郡（1邑20里）が再編成された。中和邑は旧中和面に置かれた。
1963年に平壌直轄市に編入された。
2010年頃より、平壌直轄市が縮小されて中和郡など南部・東部郊外の郡や区域が黄海北道に移管されたとの報道が行われるようになった。2011年2月15日に大韓民国統一部は、祥原郡・江南郡・中和郡・勝湖区域が黄海北道に移管されたと発表した。ただし、この発表内容については疑義も示されており、日本のアジア経済研究所図書館では、中和郡の移管について「定かではない」としている。

### 年表
この節の出典
- 1914年4月1日 - 郡面併合により、平安南道祥原郡および平壌府の一部(南祭山面・乭串面の各一部)が中和郡に編入。中和郡に以下の面が成立。(15面)
  - 中和面・新興面・楊井面・海鴨面・唐井面・東頭面・看東面・古生陽面・祥原面・下道面・上道面・水山面・天谷面・楓洞面・培和面
- 1930年4月1日 (11面)
  - 培和面が看東面に編入。
  - 上道面が楓洞面に編入。
  - 下道面が祥原面に編入。
  - 古生陽面が中和面・東頭面に分割編入。
- 1947年初 - 大同郡青龍面・栗里面・龍淵面・南串面・秋乙美面を編入。(15面)
  - 秋乙美面が青龍面に編入。
- 1947年 (13面)
  - 青龍面・楓洞面が江東郡に編入。
  - 平壌直轄市東区の一部が南串面に編入。
- 1952年12月 - 郡面里統廃合により、平安南道中和郡東頭面・栗里面・龍淵面および看東面・中和面の各一部地域をもって、中和郡を設置。中和郡に以下の邑・里が成立。(1邑20里)
  - 中和邑・金山里・三成里・明月里・三興里・馬場里・魚龍里・柳絃里・大峴里・楸塘里・力浦里・柳巣里・陽陰里・館峯里・長山里・忠龍里・蔡松里・龍山里・戊辰里・堂井里・三井里
- 1953年 (1邑22里)
  - 館峯里の一部が分立し、江老里が発足。
  - 大峴里の一部が分立し、石井里が発足。
  - 黄海道黄州郡金沙里の一部が館峯里に編入。
- 1957年 - 三井里が柳絃里、平壌直轄市東区域将貞里に分割編入。(1邑21里)
- 1959年9月 (1邑13里)
  - 石井里・大峴里・堂井里・楸塘里が新設の平壌直轄市勝湖区域に編入。
  - 柳巣里・柳絃里・力浦里・陽陰里が新設の平壌直轄市楽浪区域に編入。
- 1963年5月 - 平壌直轄市の市域拡大に伴い、平壌直轄市中和郡となる。(1邑13里)
- 1965年 (1邑12里)
  - 戊辰里が力浦区域に編入。
  - 蔡松里・長山里の境界線を調整。
- 1967年10月 (1邑16里)
  - 江南郡真広里・東山里・白雲里・乾山里および唐谷里の一部を編入。
  - 江老里が館峯里に編入。
  - 魚龍里の一部が分立し、ムルトン里が発足。
  - 唐谷里が乾山里に編入。
- 1997年 - 江南郡古川里の一部が白雲里に編入。(1邑16里)
- 2010年末 - 平壌直轄市の市域再編に伴い、黄海北道中和郡となる。(1邑16里)

## 下位行政区画
2002年現在、中和郡は1邑16里からなる。
| - 中和邑 - 중화읍【中和邑】 （チュンファウプ） - 乾山里 - 건산리【乾山里】 （コンサンニ） - 館峰里 - 관봉리【館峰里】 （クァンボンニ） - 金山里 - 금산리【金山里】 （クムサンニ） - 東山里 - 동산리【東山里】 （トンサンニ） - 龍山里 - 룡산리【龍山里】 （リョンサンニ） - 馬場里 - 마장리【馬場里】 （マジャンニ） - 明月里 - 명월리【明月里】 （ミョンウォルリ） - ムルトン里 - 물동리【물동里】 （ムルトンニ） | - 白雲里 - 백운리【白雲里】 （ペグンニ） - 三成里 - 삼성리【三成里】 （サムソンニ） - 三興里 - 삼흥리【三興里】 （サムンニ） - 魚龍里 - 어룡리【魚龍里】 （オリョンニ） - 長山里 - 장산리【長山里】 （チャンサンニ） - 真広里 - 진광리【眞廣里】 （チングァンニ） - 蔡松里 - 채송리【蔡松里】 （チェソンニ） - 忠龍里 - 충룡리【忠龍里】 （チュンニョンニ） |

## 産業
近郊農業地帯であり、農業が主産業である。郡西部ではコメが生産され、郡東部ではトウモロコシ・マメなどの雑穀類が生産されている。このほかに、タバコ・綿花・果実の栽培も活発である。

## 交通
平壌の南に位置し、鉄道の平釜線をはじめとした重要な交通路が通過している。

### 鉄道
- 平釜線
  - 中和駅

### 道路
- 高速道路
  - 平壌-元山観光道路

このほか、平壌と開城を結ぶ一級道路が郡内を貫いている。中和-江南、中和-力浦、中和-祥原には二級道路が開設されている。

## 出身人物
- 盧基南 - カトリック大司教、1902年中和郡生まれ。
- 池学淳 - カトリック司教、1921年中和郡生まれ。